# Cornil
Cornil – miejscowość i gmina we Francji, w regionie Nowa Akwitania, w departamencie Corrèze.
Według danych na rok 1990 gminę zamieszkiwały 1423 osoby, a gęstość zaludnienia wynosiła 72 osoby/km² (wśród 747 gmin Limousin Cornil plasuje się na 76. miejscu pod względem liczby ludności, natomiast pod względem powierzchni na miejscu 346.).

## Populacja

Populacja Cornil w latach 1962–2008